# Halina Mytnik
Halina Mytnik (ur. 20 kwietnia 1935) – polska działaczka opozycyjna, ukończyła filologię polską na Uniwersytecie Jagiellońskim.

## Życiorys
W 1980 pracowała jako bibliotekarka w Akademii Górniczo-Hutniczej (AGH). We wrześniu 1980 uczestniczyła w organizowaniu Uczelnianego Komitetu Założycielskiego NSZZ „Solidarność”. Od 21 grudnia 1980 pełniła obowiązki sekretarza Komisji Zakładowej. Kierowała zespołem redakcyjnym pisma „Komunikat Sekcji Informacji KZ »S« AGH”. Po wprowadzeniu w Polsce stanu wojennego uczestniczyła (13–15/16 grudnia 1981) w strajku, weszła w skład Komitetu Strajkowego, była odpowiedzialna za kontakty z innymi zakładami pracy. Zatrzymano ją podczas pacyfikacji, a następnie internowano. W latach 1982–1989 współpracowała z Tajną Komisją Zakładową w AGH oraz z podziemnymi strukturami Regionu Małopolska. Od czerwca 1988 działała w Komitecie Założycielskim NSZZ „Solidarność” Pracowników AGH, 9 sierpnia 1988 weszła w skład delegacji składającej w Sądzie Wojewódzkim w Krakowie wniosek o rejestrację. W latach 1989–1992 pełniła funkcję wiceprzewodniczącej Komisji Rewizyjnej NSZZ „Solidarność” AGH, a następnie do 1995 – przewodniczącej Komisji Zakładowej.

## Nagrody i wyróżnienia
Została odznaczona Krzyżem Kawalerskim Orderu Odrodzenia Polski (2009).